# Адольф VI (граф Гольштейн-Шауэнбурга)

Гольштейн-Плён, Гольштейн-Шауэнбург и Гольштейн-Рендсбург (сверху синим и голубым)

Адольф VI (нем. Adolf VI. von Holstein-Schauenburg; ок. 1256 — 13 мая 1315) — граф Гольштейн-Шауэнбурга.
Третий сын Герхарда I фон Гольштейн-Итцехо и Елизаветы Мекленбургской. При разделе отцовского наследства в 1290 году получил Гольштейн-Пиннеберг и Шауэнбург. Основатель линии графов Гольштейн-Шауэнбурга.
В 1302 году основал замок на воде Бюкебург, будущую столицу князей Шаумбург-Липпе.

## Семья
С 14 февраля 1297 года был женат на Елене фон Саксен-Лауэнбург (ум. 1322), дочери герцога Иоганна I и шведской принцессы Ингеборг Биргерсдаттер. Дети:
- Адольф VII (1297/1298 — 5 июня 1354)
- Герхард (ум. 1353), епископ Миндена.
- Эрих (ок. 1304—1350/1351), альтернативный епископ Хильдесхейма, назначенный папой Иоанном XXII вместо Генриха III Брауншвейг-Люнебургского.
- Эрменгарда (ум. 1326), жена Оттона II фон Хойя (1271—1324).
- Елизавета.
- Елена (ум. 1341), жена Гюнтера V (IX) цу Шварцбурга.
- Луитгарда, монахиня.
- Мехтильда (ум. 1340), жена Конрада фон Дипхольца (ум. 1379).